# Alfonsina Storni
Alfonsina Storni (Sala Capriasca, Suíça 29 de maio de 1892 — Mar del Plata, Argentina, 25 de outubro de 1938) foi uma poetisa e escritora argentina vinculada com o modernismo. Alfonsina é considerada uma das vozes poéticas femininas - e feministas - mais significantes de todos os tempos na literatura hispano-americana pela crítica e pelos leitores.  Após sua morte, em 21 de novembro de 1938, recebeu uma homenagem do Senado da Nação Argentina, a qual a considera como uma grande expressão da poesia em língua espanhola e a valoriza por sua seriedade e pelo seu dom imaginativo. 

## Biografia
Nascida na Suíça, com apenas quatro anos  foi levada pela migração e emigrou com os seus pais, Alfonso e Paulina, para a província de San Juan na Argentina em 1896.  Seus pais haviam visitado a Argentina anteriormente, para conhecer a cervejaria Los Andes dos irmãos de Alfonso, porém Alfonso não seguiu o caminho empreendedor de seus irmãos e possui um cenário econômico diferente. Em 1901, muda-se para Rosário (Santa Fé), onde tem uma vida com muitas dificuldades financeiras. Trabalhou para o sustento da família como costureira, operária, atriz e professora. Pioneira do feminismo na Argentina, Storni se relaciona com movimentos sociais a favor de direitos trabalhistas e das mulheres, após ficar órfã aos 16 anos de idade e precisar ir trabalhar em uma fábrica de chapéus. Entre os anos 1915 e 1938 se consolida como poema na Argentina.
Storni recebeu o diagnóstico de câncer de mama em 1935. Em 1937, o suicídio de seu amigo e amante, também escritor, Horacio Quiroga, após ser diagnosticado com câncer, a afetou profundamente. Após escrever muitos poemas premonitórios de de sua morte, em 1938, três dias antes de se suicidar, Alfonsina se despede com um comovedor poema enviado de um hotel de Mar del Plata para um jornal, o soneto “Voy a Dormir”. Sua carreira possui um fim repentino, aos 46 anos suicidou-se lançando-se ao mar — o que foi poeticamente registrado na canção "Alfonsina y el mar", gravada por Mercedes Sosa; seu corpo foi resgatado do oceano no dia 25 de outubro de 1938. Alfonsina tinha 46 anos.

## Prêmios e Homenagens
Em 1920, por sua obra "Languidez", Alfonsina Storni ganha o Primeiro Prêmio Municipal de Poesia de Buenos Aires, na Argentina.
A poetisa possui um prêmio em sua homenagem, Prêmio Storni de Poesia, que tem objetivo reconhecer e promover a criação e a cultura nacional argentina. 

## Lista de obras

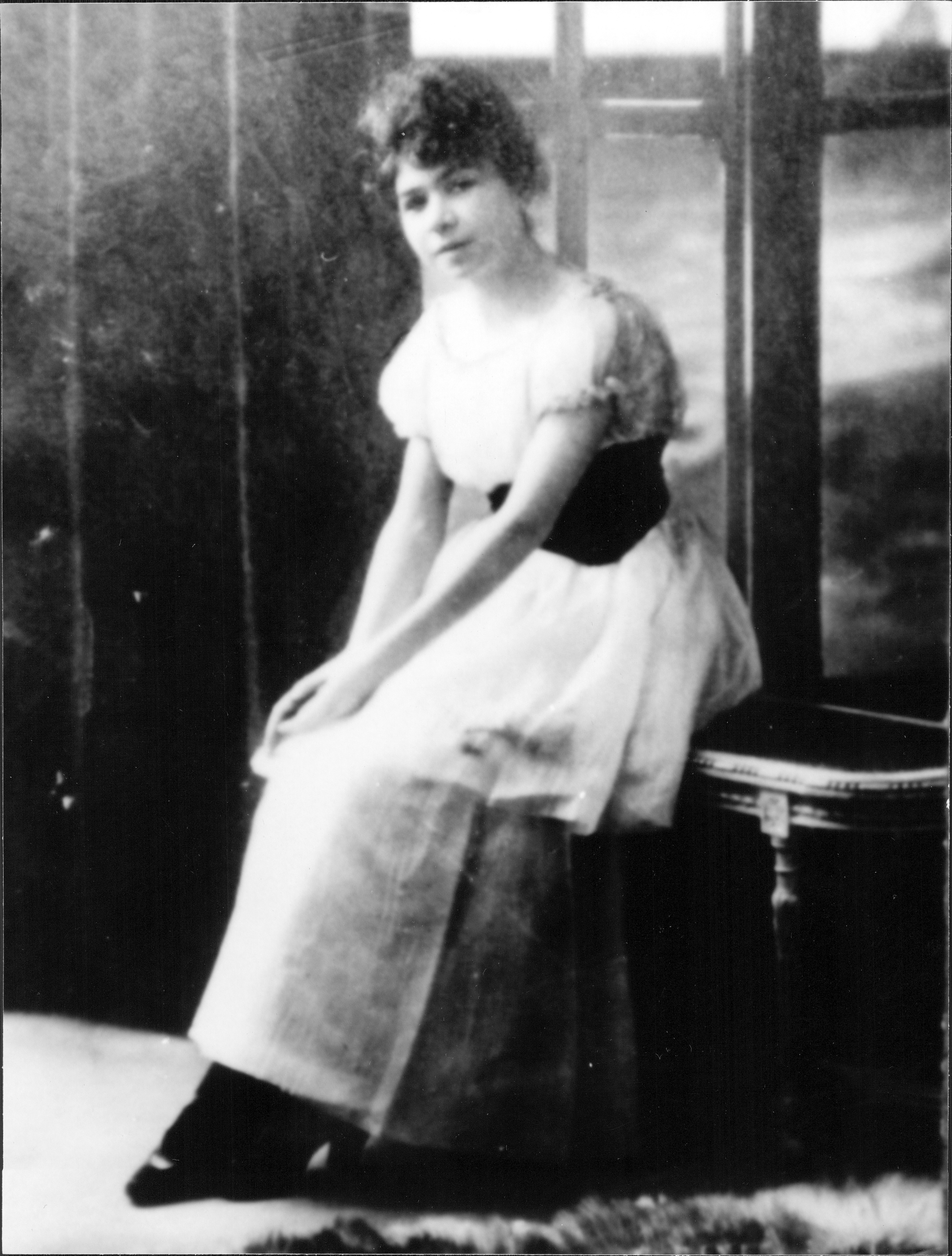
1916

### Poesia
- 1938: Mascarilla y Trébol:-círculos imantados-, Buenos Aires, Imprenta Mercatali[13]
- 1934: Mundo de siete pozos, Buenos Aires, Tor.[14]
- 1925: Ocre, Buenos Aires, Babel.[14]
- 1920: Languidez, Buenos Aires, Cooperativa Editorial Limitada Buenos Aires.[14]
- 1919: Irremediablemente, Buenos Aires, Cooperativa Editorial Limitada Buenos Aires.[14]
- 1918: El dulce daño, Buenos Aires, Cooperativa Editorial Limitada Buenos Aires.[14]
- 1916: La inquietud del rosal, Buenos Aires, Librería de la Facultad. [14]

### Poesia em Prosa
- 1926: Poemas de amor, Buenos Aires, Editorial Nosotros.[15]

### Teatro
- El amo del mundo. (1927, originariamente chamado Dos mujeres) Comédia em 3 atos.[16]
- Cimbelina en el 1900 y pico. Farsa trágica. Uma das "Dos farsas pirotécnicas".[16]
- Polixena y la cocinerita. Farsa trágica. Uma das "Dos farsas pirotécnicas".[16]
- La debilidad de Mister Dougall. Comedia em 3 atos.[16]

### Teatro Infantil
- Los degolladores de estatuas. Comédia em 1 ato.[16]
- Blanco... negro... blanco. Comédia em 1 ato, dividido em 4 quadros.[16]
- Jorge y su conciencia. Diálogo.[16]
- Pedro y Pedrito. Comédia em 1 ato.[16]
- El Dios de los pájaros. Comédia em 2 atos, divididos em 4 quadros.[16]
- Un sueño en el camino. Mimodrama.[16]
- Los cazadores de fieras. Comédia em 1 ato.

### Ensaio
- 2005: Nosotras y la piel: selección de ensayos.[17]

## Traduções
- Poemas citadinos/Motivos de ciudad, Gleiton Lentz (trad.),  (n.t.) Revista Literária em Tradução, nº 2 (mar/2011), Fpolis/Brasil, ISSN 2177-5141.
- Sou uma selva de raízes vivas. Wilson Alves-Bezerra (seleção, tradução e estudo biográfico). São Paulo: Iluminuras / Casa do Tradutor Looren, 2020. ISBN 978-6555190533.
- Antologia poética, Editora Coragem, 2020, ISBN 978-65-991143-2-8.
- Poemas de amor, Editora Coragem, 2020, ISBN 978-65-991143-3-5.